# アンドレ・グリュックスマン
アンドレ・グリュックスマン（André Glucksmann、フランス語: [ɡlyksman] ; 1937年6月19日 - 2015年11月10日）は、フランスの政治哲学者、活動家、作家。新哲学者の第一人者。アシュケナージ系ユダヤ人。

## 生い立ち
アンドレ・グルックスマンは、1937年にオーストリア・ハンガリー帝国のアシュケナージ系ユダヤ人の子としてブローニュ＝ビヤンクールに生まれた。父は後にルーマニアの一部となったブコヴィナ出身であり、母は後にチェコスロバキアの首都となったプラハ出身。
10歳のころ、フランス共産党の地下活動家となり、パリのアンリ４世中高等学校時代にフランスのアルジェリア植民地政策に反対するデモに加わったため、党本部より細胞解体を命じられて共産党を脱党。高等師範学校で学んで、哲学の大学教授資格を取得した。

### 哲学

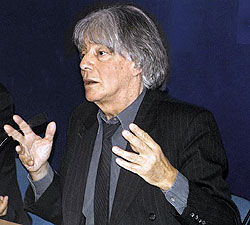
2002年にパリで開催された会議でグリュックスマンが講演

### 後年

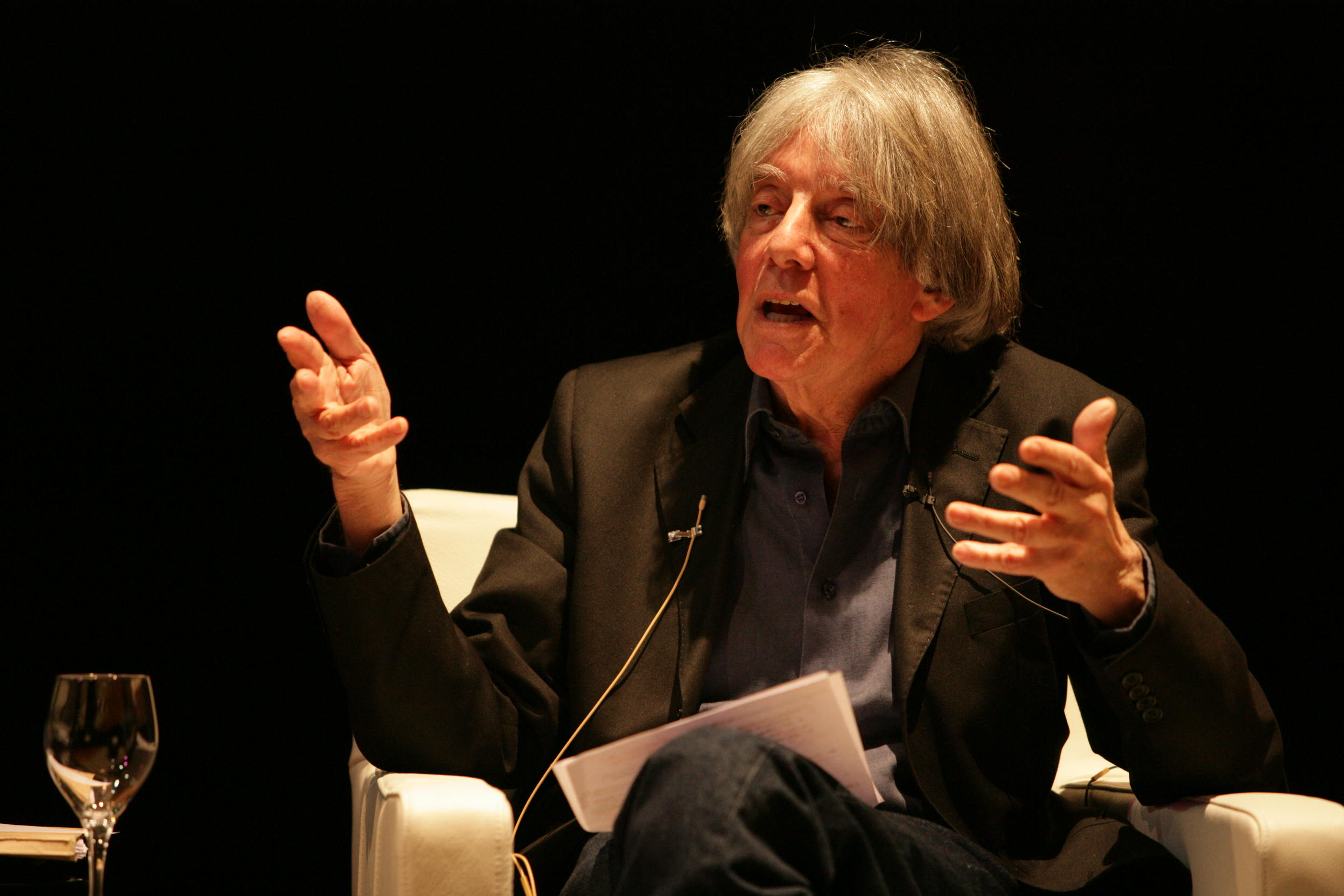
2009年ムルシアフェスティバルSOS4.8でのグリュックスマン

## 作品
- ヴォルテールの反撃（Voltaire Contre-Attaque）（2014） [2]
- 子供の怒り（Une rage d'enfant）（2006） [3]
- 憎悪の言説（Le Discours de la haine）（2004） [4]
- West vs West（Ouest contre Ouest）（2003） [5]
- マンハッタンのドストエフスキー（ドストイエフスキーàマンハッタン）（2002） [6]
- 神の第三の死（LaTroisièmeMortdeDieu）（2000） [7]
- Silence、Killing in Process（Silence、on tue）（1986）（with Thierry Wolton（フランス語版） ） [8]
- 愚かさ（LaBêtise）（1985） [9]
- 皮肉と情熱（Cynisme etpassion）（1981/1999） [10]
- めまいの力（La Force du vertige）（1983） [11]
- 思想の首領たち（Les Maîtres penseurs）（1977） [9]